# 鼓山大桥

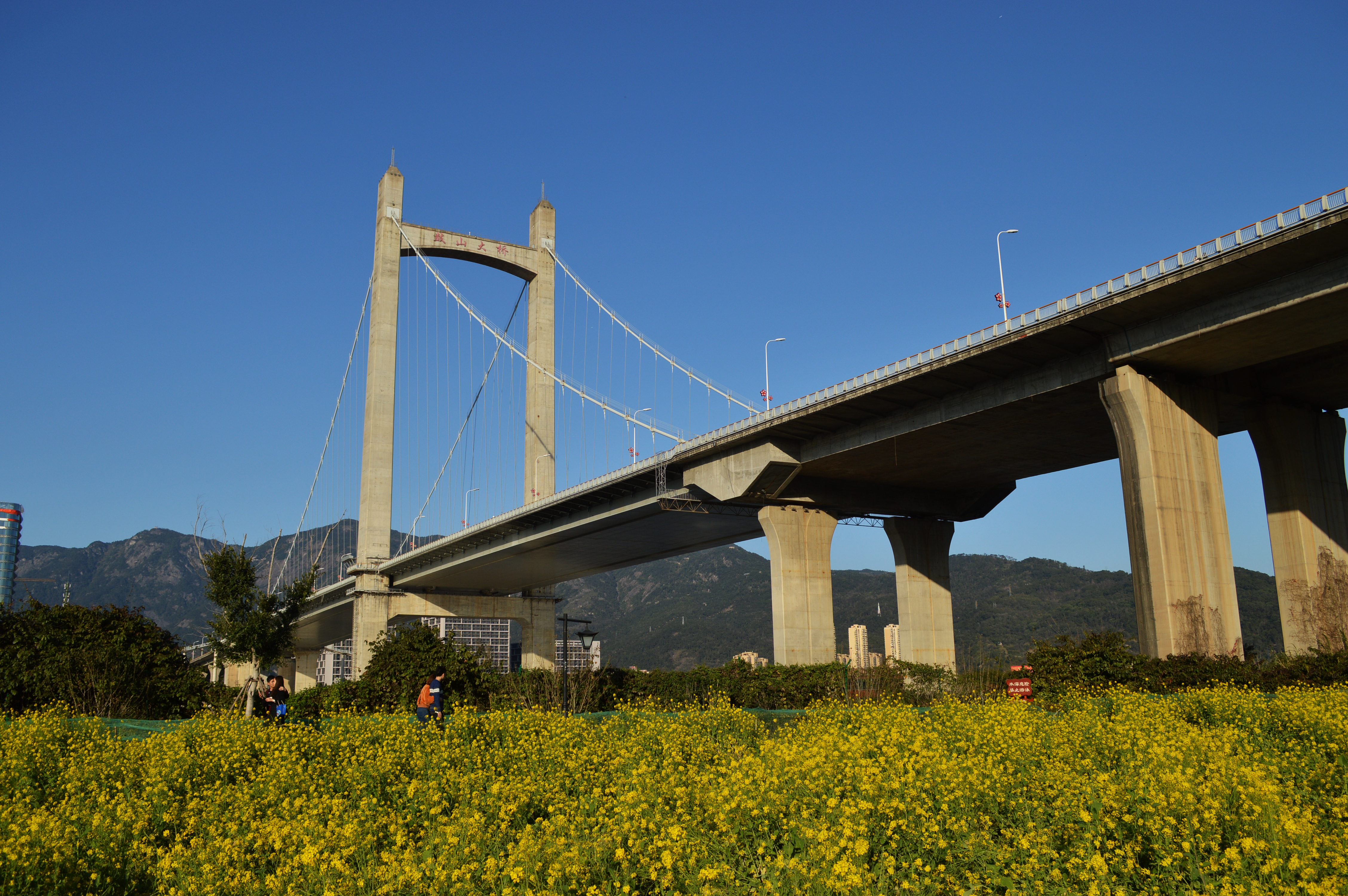
鼓山大桥

鼓山大桥位于福建省福州市区，跨越闽江，连接台江、仓山两区，于2010年5月建成。鼓山大桥全长4812米，其中主桥长1520米，设有8条机动车道和2条非机动车道及人行道。